# Конференция Atlantic 10
Конфере́нция Atlantic 10 (англ. Atlantic 10 Conference) — конференция в первом дивизионе студенческого спорта США, основанная в 1976 году. Штаб-квартира конференции находится в Ньюпорт-Ньюсе, штат Виргиния. Участники конференции соревнуются в первом дивизионе NCAA. В настоящее время в состав конференции входят 16 университетов, расположенных на Среднем Западе, Северо-Востоке и Юге США.

## Члены конференции

### Действующие члены

#### Полные члены
| Университет                           | Место положения              | Основан | Вступил   | Тип             | Студентов | Прозвище   |
| ------------------------------------- | ---------------------------- | ------- | --------- | --------------- | --------- | ---------- |
| Университет Джорджа Вашингтона        | Вашингтон (округ Колумбия)   | 1821    | 1976      | Частный         | 28 172    | Колониалс  |
| Массачусетский университет в Амхерсте | Амхерст (Массачусетс)        | 1863    | 1976      | Государственный | 30 593    | Минитмен   |
| Университет Дюкейн                    | Питтсбург (Пенсильвания)     | 1878    | 1976 1993 | Частный         | 9 274     | Дьюкс      |
| Университет Святого Бонавентуры       | Сент-Бонавентур (Нью-Йорк)   | 1858    | 1979      | Частный         | 2 381     | Боннис     |
| Род-Айлендский университет            | Кингстон (Род-Айленд)        | 1892    | 1980      | Государственный | 16 883    | Рэмс       |
| Университет Святого Иосифа            | Филадельфия (Пенсильвания)   | 1851    | 1982      | Частный         | 7 589     | Хокс       |
| Фордемский университет                | Нью-Йорк (Нью-Йорк)          | 1841    | 1995      | Частный         | 16 515    | Рэмс       |
| Дейтонский университет                | Дейтон (Огайо)               | 1850    | 1995      | Частный         | 11 241    | Флайерс    |
| Университет Ла Салля                  | Филадельфия (Пенсильвания)   | 1863    | 1995      | Частный         | 5 191     | Эксплорерс |
| Ричмондский университет               | Ричмонд (Виргиния)           | 1830    | 2001      | Частный         | 4 002     | Спайдерс   |
| Сент-Луисский университет             | Сент-Луис (Миссури)          | 1818    | 2005      | Частный         | 11 823    | Билликенс  |
| Университет Содружества Виргинии      | Ричмонд (Виргиния)           | 1968    | 2012      | Государственный | 31 076    | Рэмс       |
| Университет Джорджа Мейсона           | Фэрфакс (Виргиния)           | 1957    | 2013      | Государственный | 35 047    | Пэтриотс   |
| Дэвидсонский колледж                  | Дэвидсон (Северная Каролина) | 1837    | 2014      | Частный         | 1 843     | Уайлдкэтс  |

1. 1 2 3  Массачусетс, Род-Айленд и Ричмонд также играли в американский футбол в рамках конференции Atlantic 10 с 1997 по 2006 год после слияния с конференцией Yankee.

1. ↑  Дюкейн покинул конференцию Atlantic 10 после сезона 1992/93 и вернулся обратно перед началом сезона 1993/94, проведя один сезон в Среднезапдной студенческой конференции.

#### Ассоциированные члены
| Университет                              | Место положения           | Основан | Вступил | Тип             | Студентов | Прозвище  | Спорт           | Основная конференция |
| ---------------------------------------- | ------------------------- | ------- | ------- | --------------- | --------- | --------- | --------------- | -------------------- |
| Пенсильванский университет в Лок-Хейвене | Лок-Хейвен (Пенсильвания) | 1870    | 2010    | Государственный | 3 425     | Болд Иглз | Хоккей на траве | PSAC                 |
| Университет Святого Франциска            | Лоретто (Пенсильвания)    | 1847    | 2013    | Частный         | 2 449     | Ред Флеш  | Хоккей на траве | NEC                  |

### Бывшие члены

#### Полные члены
| Университет                              | Место положения                | Основан | Вступил   | Покинул   | Тип             | Студентов | Прозвище       | Нынешняя конференция |
| ---------------------------------------- | ------------------------------ | ------- | --------- | --------- | --------------- | --------- | -------------- | -------------------- |
| Университет штата Пенсильвания           | Юниверсити-Парк (Пенсильвания) | 1855    | 1976 1982 | 1979 1991 | Государственный | 45 351    | Ниттани Лайонс | Big Ten              |
| Университет Вилланова                    | Вилланова (Пенсильвания)       | 1842    | 1976      | 1980      | Частный         | 10 482    | Уайлдкэтс      | Big East             |
| Питтсбургский университет                | Питтсбург (Пенсильвания)       | 1787    | 1976      | 1982      | Государственный | 28 766    | Пантерз        | ACC                  |
| Ратгерский университет                   | Нью-Брансуик (Нью-Джерси)      | 1766    | 1976      | 1995      | Государственный | 58 788    | Скарлет Найтс  | Big Ten              |
| Политехнический университет Виргинии     | Блэксберг (Виргиния)           | 1872    | 1995      | 2000      | Государственный | 31 087    | Хокис          | ACC                  |
| Университет Темпл                        | Филадельфия (Пенсильвания)     | 1884    | 1982      | 2013      | Государственный | 38 648    | Аулс           | AAC                  |
| Университет Ксавье                       | Цинциннати (Огайо)             | 1831    | 1995      | 2013      | Частный         | 6 650     | Маскетирс      | Big East             |
| Университет Северной Каролины в Шарлотте | Шарлотт (Северная Каролина)    | 1946    | 2005      | 2013      | Государственный | 26 232    | Форти Найнерс  | CUSA                 |
| Батлеровский университет                 | Индианаполис (Индиана)         | 1855    | 2012      | 2013      | Частный         | 4 667     | Бульдогс       | Big East             |

#### Ассоциированные члены
| Университет                 | Место положения            | Основан | Вступил | Покинул | Тип             | Студентов | Прозвище    | Спорт           | Основная конференция | Новая конференция |
| --------------------------- | -------------------------- | ------- | ------- | ------- | --------------- | --------- | ----------- | --------------- | -------------------- | ----------------- |
| Уэст-Честерский университет | Уэст-Честер (Пенсильвания) | 1880    | 1996    | 2011    | Государственный | 3 425     | Голден Рэмс | Хоккей на траве | PSAC                 | PSAC              |